# Amorphophallus henryi
Amorphophallus henryi är en kallaväxtart som beskrevs av Nicholas Edward Brown. Amorphophallus henryi ingår i släktet Amorphophallus och familjen kallaväxter. Inga underarter finns listade.